# Lost -- a Pair of Shoes
Lost—a Pair of Shoes è un cortometraggio muto del 1914 diretto da Preston Kendall.

## Produzione
Il film fu prodotto dalla Edison Company.

## Distribuzione
Distribuito dalla General Film Company, il film - un cortometraggio in una bobina - uscì nelle sale cinematografiche statunitensi il 27 maggio 1914.